# Skam France
Skam France é uma série de televisão franco-belga, a primeira adaptação da série norueguesa Skam, transmitida desde 5 de fevereiro de 2018 nas plataformas online France TV Slash e RTBF Auvio, a partir de 11 de fevereiro de 2018 em La Trois e a partir de 25 de fevereiro de 2018 no France 4.
Em Junho de 2018, a série foi renovada para uma terceira e quarta temporada. A terceira temporada da série estreou em 19 de janeiro de 2019. Em 12 de junho de 2019, a série foi renovada para uma quinta temporada. Em 11 de junho de 2020 foi anunciado que a séria havia sido renovada para um sétima e oitava temporada.

## Conceito
Assim como a versão original, a série retrata a vida cotidiana de adolescentes da escola Lycée Dorian em Paris, acompanhando seus problemas, escândalos e a rotina do dia. 
Durante a semana, diferentes cenas do episódio seguinte são publicadas na internet, em tempo real, assim como as mensagens de texto trocadas entre as personagens da série. O episódio completo estreia todo final de semana e é uma copilação das prévias da semana.
O personagem principal muda em cada temporada - a primeira temporada é centrada em Emma (Philippine Stinde). Os fãs podem acompanhar a vida dos personagens através de seus perfis no Instagram ou Facebook.

## Elenco e personagens

### Principal
| Ator/Atriz           | Personagem              | Temporada  | Temporada  | Temporada  | Temporada  | Temporada  | Temporada  | Temporada  | Temporada  | Temporada  |
| Ator/Atriz           | Personagem              | 1          | 2          | 3          | 4          | 5          | 6          | 7          | 8          | 9          |
| -------------------- | ----------------------- | ---------- | ---------- | ---------- | ---------- | ---------- | ---------- | ---------- | ---------- | ---------- |
| Philippine Stindel   | Emma Borgès1            | Regular    | Regular    | Recorrente | Regular    | Regular    | Regular    |            |            |            |
| Marilyn Lima         | Manon Demissy2          | Regular    | Regular    | Regular    | Regular    | —          | —          | —          | —          | —          |
| Axel Auriant         | Lucas Lallemant3        | Regular    | Recorrente | Regular    | Regular    | Regular    | Regular    |            |            |            |
| Assa Sylla           | Imane Bakhellal4        | Regular    | Regular    | Regular    | Regular    | Recorrente | Regular    |            |            |            |
| Robin Migné          | Arthur Broussard5       |            |            | Regular    | Recorrente | Regular    | Regular    |            |            |            |
| Flavie Delangle      | Lola Lecomte6           |            |            |            |            | Recorrente | Regular    | Recorrente | Recorrente | Recorrente |
| Lula Cotton-Frapier  | Daphné Lecomte          | Regular    | Regular    | Regular    | Regular    | Recorrente | Regular    |            |            |            |
| Coline Preher        | Alexia "Alex" Martineau | Regular    | Regular    | Recorrente | Regular    | Regular    | Regular    |            |            |            |
| Léo Daudin           | Yann Cazas              | Regular    | Recorrente | Regular    | Recorrente | Regular    | Regular    |            |            |            |
| Maxence Danet-Fauvel | Eliott Demaury          |            |            | Regular    | Regular    | Regular    | Regular    |            |            | Recorrente |
| Laïs Salameh         | Sofiane                 |            |            |            | Regular    | Recorrente | Recorrente |            |            |            |
| Théo Christine       | Alexandre "Alex" Delano | Regular    | Recorrente | Recorrente | Recorrente |            |            |            |            |            |
| Michel Biel          | Charles Munier          | Recorrente | Regular    | Recorrente |            |            |            |            |            |            |
| Édouard Eftimakis    | Mikaël Dolleron         |            | Recorrente | Regular    | Recorrente |            |            |            |            |            |
| Aliénor Barré        | Lisa                    |            | Recorrente | Regular    | Recorrente | Recorrente |            |            |            |            |
| Paul Scarfoglio      | Basile Savary           |            |            | Regular    | Regular    | Regular    | Regular    | Recorrente |            |            |
| Lucas Wild           | Camille                 |            |            |            |            | Recorrente |            |            |            |            |
| Ayumi Roux           | Maya Etienne            |            |            |            |            |            | Recorrente | Recorrente | Recorrente | Regular    |

* ↑1  Protagonista da primeira temporada. 

* ↑2  Protagonista da segunda temporada. 

* ↑3  Protagonista da terceira temporada.

## Filmagens
As filmagens das duas primeiras temporadas ocorreram entre outubro e dezembro de 2017.
A locação principal da série é o lycée Dorian no 11.º arrondissement de Paris.

## Episódios

### 1.ª Temporada
A primeira temporada é composta de nove episódios e tem como foco Emma Borgès. Outros personagens regulares são suas amigas Manon, Daphné, Imane e Alex. A história gira em torno de Emma e seu difícil relacionamento com Yann Cazas. Lida com temas como solidão, identidade e amizade.
| Temporada | Temporada | Episódios | Exibição original      | Exibição original   |
| Temporada | Temporada | Episódios | Estreia da temporada   | Final da temporada  |
| --------- | --------- | --------- | ---------------------- | ------------------- |
|           | 1         | 9         | 9 de fevereiro de 2018 | 6 de abril de 2018  |
|           | 2         | 13        | 14 de abril de 2018    | 22 de junho de 2018 |
|           | 3         | 10        | 19 de janeiro de 2019  | 29 de março de 2019 |
|           | 4         | 10        | 30 de março de 2019    | 4 de junho de 2019  |
|           | 5         | 10        | 10 de janeiro de 2020  | 6 de março de 2020  |
|           | 6         | 10        | 24 de abril de 2020    | 26 de junho de 2020 |
|           | 7         | 10        | 22 de janeiro de 2021  | 19 de março de 2021 |
|           | 8         | 10        | 7 de maio de 2021      | 9 de julho de 2021  |
|           | 9         | 10        | 14 de janeiro de 2022  | 18 de março de 2022 |
|           | 10        | 10        | 13 de maio de 2022     | 2 de Julho 2022     |
|           | 11        | 10        | 10 de março de 2023    | 5 de maio de 2023   |
|           | 12        | 10        | 12 de maio de 2023     | 7 de julho de 2023  |
|           | Especial  | 1         | 14 de julho de 2023    |                     |

| Número | Título (Tradução livre)                                      | Duração | Estreia                 |
| ------ | ------------------------------------------------------------ | ------- | ----------------------- |
| 1      | "Seule au monde (Sozinha no Mundo)"                          | 21 min  | 9 de fevereiro de 2018  |
| 2      | "Ajouter un ami (Adicionar um Amigo)"                        | 20 min  | 16 de fevereiro de 2018 |
| 3      | "Un plan béton (Um plano concreto)"                          | 19 min  | 23 de fevereiro de 2018 |
| 4      | "Passage à l’acte' (Encenando)"                              | 17 min  | 2 de março de 2018      |
| 5      | "Question de confiance (Questão de Confiança)"               | 20 min  | 9 de março de 2018      |
| 6      | "Conséquences (Consequências)"                               | 23 min  | 16 de março de 2018     |
| 7      | "Quelle genre de fille es-tu ? (Que tipo de garota você é?)" | 20 min  | 23 de março de 2018     |
| 8      | "Girl Power (Poder feminino)"                                | 19 min  | 30 de março de 2018     |
| 9      | "Tous ensemble (Todos juntos)"                               | 19 min  | 6 de abril de 2018      |

### 2.ª Temporada
A segunda temporada é composta de treze episódios e acompanha a vida de Manon Demissy. A temporada gira em torno de seu relacionamento com Charles Munier e todas as dificuldades do casal. Lida com temas como relacionamento, assédio sexual, anorexia e solidariedade.
| Número | Título (Tradução livre)                                  | Duração | Estreia             |
| ------ | -------------------------------------------------------- | ------- | ------------------- |
| 1      | "Laisse Daphné tranquille (Deixe Daphne em paz)"         | 20 min  | 14 de abril de 2018 |
| 2      | "Et laisse-moi aussi (E me deixe também)"                | 19 min  | 20 de abril de 2018 |
| 3      | "Se rapprocher (Para se aproximar)"                      | 21 min  | 27 de abril de 2018 |
| 4      | "Une nuit d’enfer (Uma noite do inferno)"                | 18 min  | 29 de abril de 2018 |
| 5      | "Tu penses qu'à toi (Você pensa sobre si mesmo)"         | 26 min  | 4 de maio de 2018   |
| 6      | "Élément perturbateur (Elemento disruptivo)"             | 25 min  | 11 de maio de 2018  |
| 7      | "Tu jurés que tu bouges pas (Você jura que não se move)" | 19 min  | 18 de maio de 2018  |
| 8      | "T'es juste trop naïve (Você é muito ingênua)"           | 19 min  | 25 de maio de 2018  |
| 9      | "Les jours d'après (Os dias seguintes)"                  | 21 min  | 1 de junho de 2018  |
| 10     | "Jamais sortir du lit (Nunca saia da cama)"              | 18 min  | 2 de junho de 2018  |
| 11     | "Menacée (Ameaça)"                                       | 17 min  | 5 de junho de 2018  |
| 12     | "Psychotage (Psicotrópico)"                              | 19 min  | 15 de junho de 2018 |
| 13     | "À jamais jeunes (Para sempre jovem)"                    | 19 min  | 22 de junho de 2018 |

### 3.ª Temporada
A terceira temporada é centrada em torno de Lucas Lallement e acompanha o drama envolvido na descoberta de sua orientação sexual. Aborda também seu relacionamento com Eliott Demaury, que mais para frente é revelado como sendo bipolar. Lida com temas como amor, identidade sexual e saúde mental.
| Número | Título (Tradução livre)                                                                 | Duração | Estreia                 |
| ------ | --------------------------------------------------------------------------------------- | ------- | ----------------------- |
| 1      | "Je crois que je suis amoureux (Acho que estou apaixonado)"                             | 23 min  | 25 de janeiro de 2019   |
| 2      | "La curiosité (Curiosidade)"                                                            | 24 min  | 1 de fevereiro de 2019  |
| 3      | "Infiltration (Infiltração)"                                                            | 22 min  | 8 de fevereiro de 2019  |
| 4      | "Le garçon qui avait peur du noir (O menino que tinha medo do escuro)"                  | 22 min  | 15 de fevereiro de 2019 |
| 5      | "Au même moment à l'autre bout de l'univers (Nesse momento, no outro lado do universo)" | 24 min  | 22 de fevereiro de 2019 |
| 6      | "Insomnie (Insônia)"                                                                    | 19 min  | 1 de março de 2019      |
| 7      | "Assumer (Assumir)"                                                                     | 24 min  | 8 de março de 2019      |
| 8      | "Coup de tête (Decisões intuitivas)"                                                    | 24 min  | 15 de março de 2019     |
| 9      | "Les gens sont comme ils sont (As pessoas são como são)"                                | 25 min  | 22 de março de 2019     |
| 10     | "Minute par minute (Minuto a minuto)"                                                   | 28 min  | 29 de março de 2019     |

### 4.ª Temporada
A quarta temporada é centrada em torno de Imane Bakhella, abordando o preconceito em torno da religião islâmica, além de seu interesse amoroso por Sofiane. Lida com temas como religião islâmica
amor proibido, preconceito e cyberbullying
| Número | Título (Tradução livre)                                 | Duração | Estreia             |
| ------ | ------------------------------------------------------- | ------- | ------------------- |
| 1      | "Je te fais confiance (Eu confio em você)"              | 24 min  | 5 de abril de 2019  |
| 2      | "Juste toi et moi (Apenas você e eu)"                   | 20 min  | 12 de abril de 2019 |
| 3      | "(Presque) parfait (Quase) perfeito"                    | 25 min  | 19 de abril de 2019 |
| 4      | "Un peu seule parfois (Um pouco solitário as vezes)"    | 20 min  | 26 de abril de 2019 |
| 5      | "Friendzone (Zona de amizade)"                          | 25 min  | 3 de maio de 2019   |
| 6      | "La nature humaine (Natureza humana)"                   | 21 min  | 10 de maio de 2019  |
| 7      | "Mauvaise stratégie (Má estratégia)"                    | 21 min  | 17 de maio de 2019  |
| 8      | "Seule (Sozinha)"                                       | 18 min  | 24 de maio de 2019  |
| 9      | "Mes looseuses préférées (Minhas perdedoras favoritas)" | 26 min  | 31 de maio de 2019  |
| 10     | "Le jour de l'Aïd (O dia de Eid)"                       | 24 min  | 4 de junho de 2019  |

### 5.ª Temporada
A quinta temporada é centrada em torno de Arthur Broussard, e acompanha o drama em torno de sua perda auditiva.
| Número | Título (Tradução livre)                            | Duração | Estreia                 |
| ------ | -------------------------------------------------- | ------- | ----------------------- |
| 1      | "Le début de la fin (O começo do fim)"             | 19 min  | 14 de janeiro de 2020   |
| 2      | "En silence (O silêncio)"                          | 28 min  | 20 de janeiro de 2020   |
| 3      | "Tête de con (Cabeça burra)"                       | 22 min  | 22 de janeiro de 2020   |
| 4      | "Rien ne change (Nada muda)"                       | 20 min  | 30 de janeiro de 2020   |
| 5      | "Le temps de s'habituer (Hora de se acostumar)"    | 27 min  | 3 de fevereiro de 2020  |
| 6      | "Entre potes (Entre amigos)"                       | 27 min  | 3 de fevereiro de 2020  |
| 7      | "La sourd-Valentin (Silencioso Dia dos Namorados)" | 22 min  | 12 de fevereiro de 2020 |
| 8      | "Faire un choix (Faça uma escolha)"                | 26 min  | 19 de fevereiro de 2020 |
| 9      | "Rapports de force (Relações de poder)"            | 27 min  | 26 de fevereiro de 2020 |
| 10     | "Plus jamais pareil (Nunca mais o mesmo)"          | 27 min  | 4 de março de 2020      |

### 6.ª Temporada
A sexta temporada é centrada em torno de Lola Lecomte. Aborda os temas vício em drogas e identidade sexual.
| Número | Título (Tradução livre)                | Duração | Estreia             |
| ------ | -------------------------------------- | ------- | ------------------- |
| 1      | "Presque parfaite (Quase perfeito)"    | 22 min  | 21 de abril de 2020 |
| 2      | "La mif (Minha)"                       | 22 min  | 29 de abril de 2020 |
| 3      | "L'une pour l'autre (Uma para outra)"  | 22 min  | 4 de maio de 2020   |
| 4      | "La descente (A descida)"              | 24 min  | 14 de maio de 2020  |
| 5      | "Un, deux, trois (Um, dois, três)"     | 23 min  | 20 de maio de 2020  |
| 6      | "Un grand vide (Um grande vazio)"      | 20 min  | 27 de maio de 2020  |
| 7      | "Mise au point (Foco)"                 | 16 min  | 8 de junho de 2020  |
| 8      | "Virage (Virar)"                       | 23 min  | 10 de junho de 2020 |
| 9      | "La rechute (Recaída)"                 | 19 min  | 18 de junho de 2020 |
| 10     | "L'ombre et la lumière (Sombra e luz)" | 27 min  | 24 de junho de 2020 |

### 7.ª Temporada
A personagem central desta temporada é Tiffany Prigent e a série trata do tema de gravidez na adolescência.

### 8.ª Temporada
Bilal Cherif é o personagem central nesta temporada, que precisa lidar com falta de moradia e insegurança alimentar. Bilal tem um relacionamento com Jo Benezra, recém-diagnosticada com HIV.

### 9.ª Temporada
A 9ª temporada é centrada na personagem Maya Etienne. Maya e sua namorada de longa data, Lola, se separam, fazendo com que Maya reavalie sua vida e enfrente sentimentos que ela enterrou desde a morte de seus pais quando ela era jovem.
| Número | Título (Tradução livre)                          | Duração | Estreia                 |
| ------ | ------------------------------------------------ | ------- | ----------------------- |
| 1      | "Tout va bien (Tudo está bem)"                   | 23 min  | 14 de janeiro de 2022   |
| 2      | "Des raisons (Motivos)"                          | 27 min  | 21 de janeiro de 2022   |
| 3      | "Fissure (Fissura)"                              | 21 min  | 28 de janeiro de 2022   |
| 4      | "Un pas en avant (Um passo a frente)"            | 33 min  | 4 de fevereiro de 2022  |
| 5      | "La lune est magnifique (A Lua é linda)"         | 29 min  | 11 de fevereiro de 2022 |
| 6      | "Lola (Lola)"                                    | 25 min  | 18 de fevereiro de 2022 |
| 7      | "Dégage (Claro)"                                 | 21 min  | 25 de fevereiro de 2022 |
| 8      | "L'échappée belle (A grande fuga)"               | 21 min  | 4 de março de 2022      |
| 9      | "Le monde s'écroule (O mundo está desmoronando)" | 22 min  | 11 de março de 2022     |
| 10     | "Je vous aime (Eu amo você)"                     | 22 min  | 18 de março de 2022     |